# Référendum de 2020 sur le vote à second tour instantané et le financement des campagnes électorales en Alaska
Un référendum de 2020 sur le vote à second tour instantané et le financement des campagnes électorales a lieu le 3 novembre 2020 en Alaska. La population est amenée à se prononcer sur une initiative populaire indirecte, dite Mesure 2, visant à instaurer le vote à second tour instantané comme mode de scrutin pour les élections fédérales, à l'utiliser associé à un système de primaires ouvertes communes pour les élections internes à l’État, et à rendre public le nom des personnes ou entités versant plus de 2 000 dollars aux campagnes électorales.
Le système consiste ainsi a faire s'opposer l'ensemble des candidats des différentes partis au sein d'une grande primaire ouverte où plusieurs candidats d'un même parti peuvent s'affronter, et à laquelle l'ensemble des électeurs peut voter. Les quatre candidats arrivés en tête tous partis confondus sont qualifiés pour l'élection proprement dite, organisée en un seul tour au vote à second tour instantané. Les électeurs classent les candidats par ordre de préférences, et les candidats ayant reçu le moins de voix sont éliminés avec un report des secondes préférences de leurs électeurs jusqu'à ce qu'un candidat ait obtenu la majorité absolue. La proposition de loi fait l'objet de recours de la part des autorités, sans succès. Le système encore en vigueur au moment du scrutin est celui des primaires fermées, où seuls les électeurs s'étant enregistrés comme appartenant à un parti peuvent participer.
Les résultats préliminaires annoncent un rejet de la mesure avant que le décompte des voix par correspondance ne finisse par renverser la tendance après deux semaines de dépouillement. La proposition de loi est finalement approuvée par un peu plus de la moitié des suffrages exprimés.

## Résultats
| Choix                     | Votes   | %     |
| ------------------------- | ------- | ----- |
| Pour                      | 174 032 | 50,55 |
| Contre                    | 170 251 | 49,45 |
|                           |         |       |
| Votes valides             | 344 283 | 95,41 |
| Votes blancs et invalides | 16 569  | 4,59  |
| Total                     | 360 852 | 100   |
| Abstention                | 234 114 | 39,35 |
| Inscrits/Participation    | 594 966 | 60,65 |

| Pour 174 032 (50,55 %) |  |  | Contre 170 251 (49,45 %) |
| ▲                      |  |  |                          |
| Majorité absolue       |  |  |                          |

## Suites
Le nouveau système voit sa constitutionnalité confirmée le 30 juillet 2021 par la Cour supérieure de l'Alaska, avant d'être utilisé pour la première fois lors de l'élection gouvernorale de 2022,.